# Bataille de Bataan (1942)
Pour les articles homonymes, voir Bataille de Bataan.
Seconde Guerre mondiale
Batailles
Batailles et opérations de la guerre du Pacifique

Japon :
- Raid de Doolittle
- Bombardements stratégiques sur le Japon (Tokyo
- Yokosuka
- Kure
- Hiroshima et Nagasaki)
- Raids aériens japonais des îles Mariannes
- Campagne des archipels Ogasawara et Ryūkyū
- Opération Famine
- Bombardements navals alliés sur le Japon
- Baie de Sagami
- Invasion de Sakhaline
- Invasion des îles Kouriles
- Opération Downfall
- Reddition du Japon

Pacifique central :
- Pearl Harbor
- Guam (1941)
- Wake
- Raid sur les îles Gilbert et Marshall
- Opération K
- Midway
- Opération RY
- Campagne des îles Gilbert et Marshall
- Campagne des îles Mariannes et Palaos
- Campagne des archipels Ogasawara et Ryūkyū
- Opération Inmate

Pacifique du sud-ouest :
- Nauru
- Invasion des Philippines (1941-42)
- Invasion des Indes orientales néerlandaises
- Opérations de l'Axe dans les eaux australiennes
- Raids aériens japonais sur l'Australie (1942-43)
- Opération Ke
- Campagne des îles Salomon
- Campagne de Nouvelle-Guinée
- Campagne des Philippines
- Campagne de Bornéo (1945)

Asie du sud-est :
- Invasion de l'Indochine (1940)
- Océan Indien (1940-45)
- Guerre franco-thaïlandaise
- Invasion de la Thaïlande
- Campagne de Malaisie
- Hong Kong
- Singapour
- Campagne de Birmanie
- Opération Kita
- Indochine (1945)
- Détroit de Malacca
- Opération Jurist
- Opération Tiderace
- Opération Zipper
- Bombardements stratégiques (1944-45)

Guerre sino-japonaise
Front d'Europe de l’Ouest
Front d'Europe de l’Est
Bataille de l'Atlantique
Campagnes d'Afrique, du Moyen-Orient et de Méditerranée
Théâtre américain
La première bataille de Bataan fut une phase cruciale de l'invasion des Philippines par l'empire du Japon. 
La prise de la province de Bataan, au terme de trois mois de combats particulièrement âpres, permit aux Japonais de s'assurer le contrôle de l'archipel.
En février 1945, la seconde bataille de Bataan se solde par la reconquête de la péninsule par les troupes américaines.

## Contexte
Dans le courant du mois de décembre, les Japonais étaient parvenus à neutraliser l'aviation et la flotte américaines, tout en effectuant des débarquements sur le sol philippin. Après avoir établi des têtes de pont sur les plages, les Japonais prirent en tenaille les défenseurs américains et philippins, les forçant à reculer.
Le général Douglas MacArthur, constatant l'échec de la stratégie défensive, ordonna la mise en place d'un Plan orange, consistant à regrouper les forces de défense à Bataan et Corregidor, et y résister aux attaques japonaises durant six mois, dans l'espoir d'un renfort. La péninsule de Bataan, comptant une importante défense d'artillerie, présentait un terrain favorable pour cette stratégie défensive.
Manuel L. Quezon, président du Commonwealth des Philippines, sa famille et une partie de ses collaborateurs, furent évacués vers la forteresse de Corregidor dans la nuit du 24 décembre, de même que le quartier-général de MacArthur. Manille fut déclarée ville ouverte, et fut investie par les Japonais le 2 janvier.

## Retraite et plan de défense
MacArthur ordonna au major-général Jonathan Mayhew Wainwright IV de protéger la route vers Bataan durant la retraite. Du 1er au 5 janvier 1942, l'United States Army Forces in the Far East effectua une difficile retraite, harcelée par des assauts des forces terrestres, blindées et aériennes japonaises.
La stratégie du Plan orange consistait à établir deux lignes défensives à travers Bataan : Jonathan Wainwright avait la responsabilité du secteur ouest, et le général George M. Parker du secteur est, chacun étant à la tête d'environ 25 000 hommes des corps de l'Armée des Philippines. Du fait du terrain montagneux difficile, les deux lignes étaient séparées l'une de l'autre, ce qui constituait une faille dans la stratégie de défense.

## Attaque japonaise
Le 9 janvier, les Japonais attaquèrent le flanc est de la ligne entre Abucay et Mauban. Des combats féroces, parfois au corps à corps, opposèrent les forces japonaises aux troupes américaines et philippines. Un autre assaut, sur le flanc ouest, parvint à enfoncer les lignes américaines, mais fut ensuite repoussé. Le 15 janvier, les positions défensives du secteur de Morong furent l'objet d'importants bombardements. Les Japonais réussirent finalement à pénétrer un flanc de la défense et à établir leurs positions, entraînant l'abandon de la ligne Abucay-Mauban le 22 janvier.
Une autre ligne entre Bagac et Orion fut rapidement mise sur pied, juste à temps pour repousser une nouvelle offensive japonaise et combler la faille existant dans les lignes de défense. Du 23 janvier au 17 février, dans l'épisode connu sous le nom de Bataille des poches (Battle of the Pockets), Américains et Philippins combattirent pour anéantir les poches de résistance des 2000 soldats japonais qui, ayant réussi à pénétrer les lignes de défense, s'y trouvaient maintenant coincées. Les affrontements, particulièrement sanglants, aboutirent au quasi-anéantissement de ces troupes japonaises. Le 8 février, le général Masaharu Homma ordonna un repli pour réorganiser ses forces, qui se retirèrent temporairement vers le nord de la péninsule.
Entre le 22 janvier et le 13 février, plusieurs débarquements japonais sur les plages au sud de Bataan, destinés à prendre les Américains en tenaille, furent repoussés au cours de combats sanglants.

## Chute de Bataan

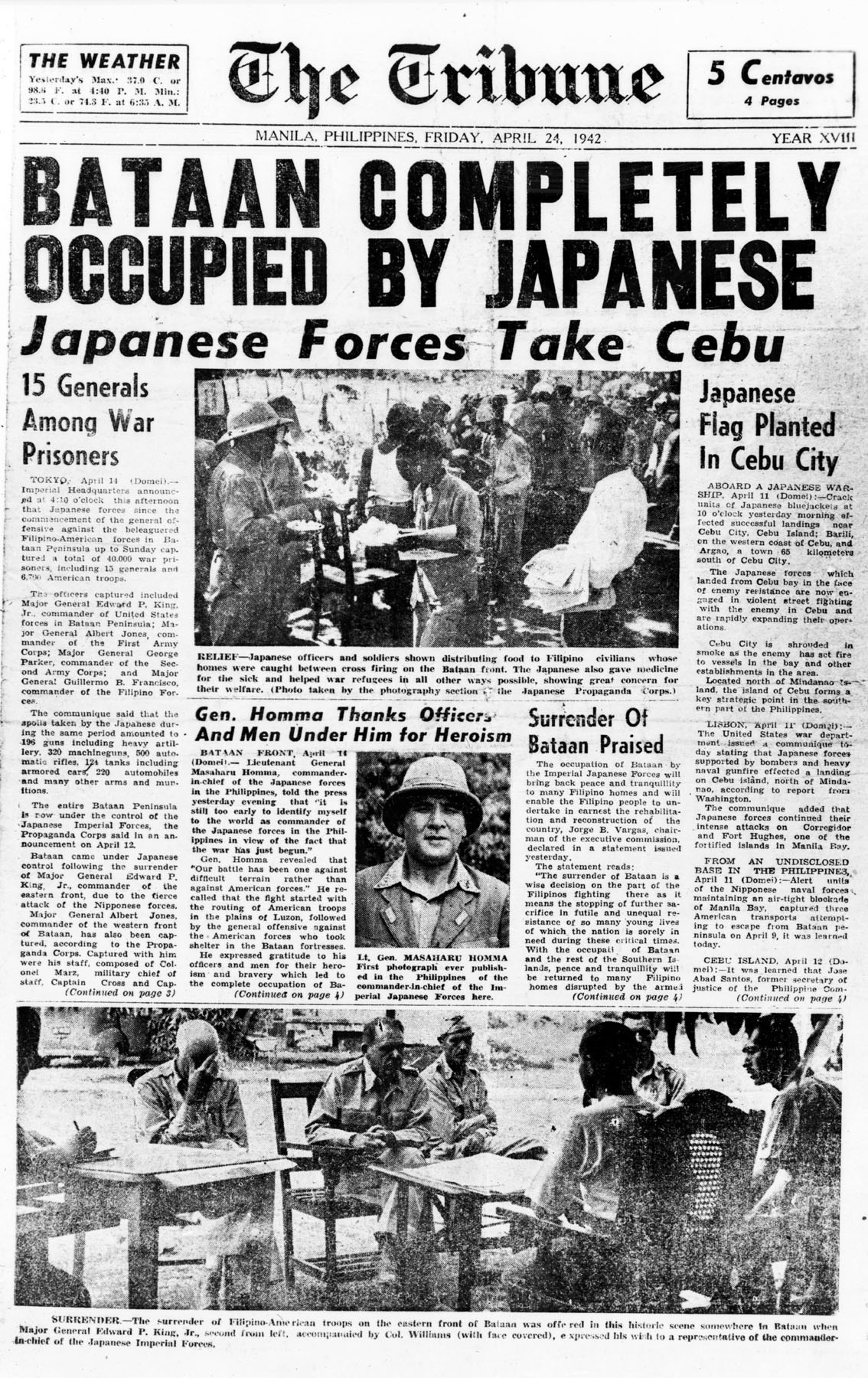
Gros titres d'un journal anglophone du 24 avril 1942.

Le 12 mars, le général MacArthur et son entourage furent évacués vers Mindanao à bord de patrouilleurs. Sur ordre du président Franklin D. Roosevelt, il partit ensuite pour l'Australie afin d'y prendre la tête des forces Alliées dans le sud-est asiatique. Wainwright le remplaça à la tête des troupes présentes aux Philippines.
Les Japonais reprirent le 28 mars une offensive d'envergure. Le 3 avril, la ligne Orion-Bagac fut l'objet de bombardements intensifs, qui mirent notamment le feu au Mont Samat. L'infanterie japonaise enfonça ensuite les lignes américaines et philippines. Les lignes de communication avec le commandement à Bataan furent bientôt coupées, tandis que les troupes étaient contraintes à la retraite. Le 8 avril, le 57e régiment d'infanterie américaine et la 31e division philippine furent écrasées près d'Alangan River. Le Major-général Edward P. King décida de capituler : le gros des troupes américaines et philippines se rendit le 9 avril.

## Conséquences
La chute de Bataan fut suivie le mois suivant par celle de Corregidor, qui fut le point final de la conquête japonaise des Philippines. La marche de la mort de Bataan, imposée par les Japonais aux prisonniers philippins et américains, est l'un des  crimes de guerre japonais les plus connus de la Seconde Guerre mondiale.
Les trois mois de combat à Bataan eurent néanmoins pour conséquence de retarder considérablement les Japonais, handicapant leur stratégie, et donnant aux Alliés du temps pour se préparer aux batailles navales ultérieures.
Douglas MacArthur fit de la reconquête des Philippines une affaire personnelle et, après avoir dû quitter Bataan, déclara « I shall return » (Je reviendrai). Au début de la reconquête des Philippines en 1944, il prononça un discours débutant par : « I have returned » (Je suis revenu).

## Postérité
Le courage des défenseurs philippins et américains est célébré aux Philippines le 9 avril, lors de la fête nationale connue sous le nom de « Jour de la bravoure » (Araw ng Kagitingan).
Aux États-Unis, un pont traversant la rivière Chicago porte le nom de Bataan-Corregidor Memorial Bridge.
La Bataille de Bataan a également été évoquée au cinéma dans divers films, comme Bataan, réalisé en 1943 par Tay Garnett, avec Robert Taylor ou Retour aux Philippines (Back to Bataan), réalisé en 1945 par Edward Dmytryk, avec John Wayne.